# Římskokatolická farnost Valtice
Římskokatolická farnost Valtice je jedno z územních společenství římských katolíků v obci Valtice s farním kostelem Nanebevzetí Panny Marie.

## Území farnosti
- Valtice s farním kostelem Nanebevzetí Panny Marie a filiálním kostelem sv. Augustina
- Úvaly s filiálním kostelem sv. Stanislava Kostky
- Hlohovec s filiálním kostelem sv. Bartoloměje

## Historie farnosti
První zpráva o faře ve Valticích pochází z roku 1243, kdy se v písemných dokladech objevuje farář ve Valticích (14. března) jako rozhodčí ve sporu opata z Altachu; v roce 1250 vystupuje asi jako místní plebán Alberův notář Abit – šlo o vzdělanou osobu, neboť mohl koncipovat a psát listiny svého pána. Farnímu kostelu pak v roce 1295 udělili italští biskupové odpustky čtyřiceti dní pro jeho návštěvníky. To také nasvědčuje, že zmíněný kostel nabyl mimořádné postavení v celém okolí a patřil tehdy k pasovské diecézi. 

## Duchovní správci
Administrátorem farnosti byl od 1. srpna 2023 jmenován R. D. Łukasz Andrzej Szendzielorz, tehdy ještě farář v Břeclavi-Poštorné, který nahradil Mons. Dr. Karla Janouška, působícího ve Valticích od 1. srpna 2011. Od ledna 2024 byl otec Szendzielorz vyvázán ze služby v Poštorné a stal se tak ve Valticích farářem. Vedle valtické farnosti je nadále administrátorem i v Lednici.

## Bohoslužby
| Kostel                  | Místo    | Bohoslužba (den)                   | Hodina                               | Poznámka        |
| ----------------------- | -------- | ---------------------------------- | ------------------------------------ | --------------- |
| Nanebevzetí Panny Marie | Valtice  | neděle pondělí středa pátek sobota | 10.30 17.00 (zima)/18.00 (léto) 8.00 | farní kostel    |
| svatého Augustina       | Valtice  |                                    |                                      | filiální kostel |
| svatého Bartoloměje     | Hlohovec | neděle čtvrtek                     | 9.00) 17.00 (zima)/19.00 (léto)      | filiální kostel |
| svatého Stanislava      | Úvaly    | 1. neděle v měsíci                 | 17.00                                | filiální kostel |

## Aktivity ve farnosti
Dnem vzájemných modliteb farností za bohoslovce a bohoslovců za farnosti brněnské diecéze je 29. září. Adorační den připadá na Slavnost Ježíše Krista Krále.
Na území farnosti se každoročně koná tříkrálová sbírka. V roce 2016 se při ní vybralo 66 563 korun.